# جان آر کلائودر
 جان آر کلائودر (انگلیسی: John R. Klauder؛ زاده ۲۴ ژانویه ۱۹۳۲) یک دانشمند اهل ایالات متحده آمریکا است.